# Leo Fonseca
Leonério Fonseca Leite, mais conhecido como Leo Fonseca é um cantor brasileiro de música cristã contemporânea. Criado em um lar cristão e formado em direito, lançou em 2010 o seu álbum de estreia, de título Autor da Vida pela CanZion Brasil, que vendeu mais de quarenta mil cópias e lhe rendeu uma indicação de revelação no Troféu Promessas.
Em agosto de 2012 lançou Diferente da Multidão, seu segundo trabalho produzido por Josué Ribeiro.

## Discografia
- Autor da Vida (2010)
- Diferente da Multidão (2012)[4]
- Amor Real (2015)
- Leo Fonseca (2021)